# ريكي بينهيرو
ريكي بينهيرو (1 فبراير 1989 في ألمانيا - ) هو لاعب كرة قدم برتغالي في مركز الوسط. لعب مع بوروسيا نوينكيرشن ونادي أوسنابروك ونادي كايزرسلاوترن و1. FC Kaiserslautern II ‏ ونادي إلفرسبيرغ ونادي هسن كاسل وفورماتيا فورمز ‏.

## وصلات خارجية
- ريكي بينهيرو على موقع قاعدة بيانات كرة القدم.إي يو (الإنجليزية)
- ريكي بينهيرو على موقع بيانات كرة القدم. دي إي (الألمانية)
- ريكي بينهيرو على موقع Soccerway.com (الإنجليزية)
- ريكي بينهيرو على موقع عالم كرة القدم.نت (الإنجليزية)